# ルチート
ルチート（イタリア語: Lucito）は、イタリア共和国モリーゼ州カンポバッソ県にある、人口約700人の基礎自治体（コムーネ）。

## 地理

### 位置・広がり

#### 隣接コムーネ
隣接するコムーネは以下の通り。
- カステルボッタッチョ
- カステッリーノ・デル・ビフェルノ
- チヴィタカンポマラーノ
- リモザーノ
- モッローネ・デル・サンニオ
- ペトレッラ・ティフェルニーナ
- サンタンジェロ・リモザーノ
- トリヴェント